# Odžačina
Odžačina (cyr. Оџачина) – wieś w Bośni i Hercegowinie, w Republice Serbskiej, w mieście Zvornik. W 2013 roku liczyła 6 mieszkańców.